# 黃寶蓮
黃寶蓮，BBS（1950年—），香港公務員，行政主任出身，官至高級首席行政主任，歷任灣仔、觀塘兩區民政事務專員。黃在1967年加入香港政府，至1970年轉職為二級行政主任，至1992年晉升為首席行政主任。在政府工作期間，她曾在銓敘科、皇家香港警務處、申訴專員公署、地政總署、市政局和臨時市政局工作。其後，她調職至民政事務局，協助籌辦香港特別行政區成立一周年慶祝活動。1998年7月15日，她獲委任爲灣仔民政事務專員， 任內多次出席區內各項活動， 並與區議會推行了「衞生健康活力城」計劃，以改善灣仔區的環境衞生以及居民的健康。 在灣仔任職逾7年後，她在2005年9月6日平調至觀塘區，接替林啟忠擔任該區民政事務專員， 任内啓動了觀塘海濱長廊小型工程。她在觀塘區服務至2009年11月25日退休，由區慶源接替。 翌年，黃寶蓮以服務政府逾42年而獲得頒授銅紫荊星章。